# Сади Шалімара
Сади Шалімара (урду شالیمار باغ, англ. Shalimar Gardens) — об'єкт світової спадщини ЮНЕСКО, споруджений за часів імператора Великих Моголів, Шах-Джахана, в Лахорі. Будівництво почалося в 1641 й було завершене вже в наступному році. До складу форту входять мармурові палаци й мечеті, прикрашені мозаїкою та позолотою. Сади споруджені на трьох терасах з ложею, є також водоспади й великі декоративні ставки.
Моголи мали великий вплив на Індійський субконтинент завдяки розвитку унікальної Індо-Перської архітектури. Протягом правління моголів ісламськими імператорами, особливо Шах-Джаханом, було збудовано багато монументів.
Шаламарські сади – комплекс могольських садів у Лахорі, столиці пакистанської провінції Пенджаб. Це є одна з найпопулярніших туристичних точок у Пакистані. Шалімарські сади, розроблені у перському стилі райського саду, зображують земну утопію, у якій люди гармонічно співіснують з усіма елементами природи.
Будівництво почалося у 1641 році протягом правління імператора Шан-Джахана, і було завершене наступного року. У 1981 році Шаламарські сади були записані до Світової спадщини ЮНЕСКО, як могольська архітектура на апогеї розвитку Могольської імперії.
Лахорські Шаламарські сади були збудовані Могольською королівською сім'єю як місце зустрічі для прийому гостей. На дизайн саду вплинули однойменні сади в Кашмірі, збудовані батьком Шах-Джахана. Проте на відміну від Кашмірівських садів, які покладалися на природний ландшафт, водні об'єкти в Лахорі вимагали створення штучних каскадів та терас.
На жаль, протягом ери панування сикхів, багато мармуру було пограбовано та використано для прикрашення Золотого палацу в Амрітсарі, а агатові ворота були продані.
Оздоблений сад різьбою, що створює уявлення перебування в раю. Кожна тераса має висоту 5-6 метрів та є вищою за попередню. Найвища з них має назву Bagh-e-Farah Baksh, що перекладається як вершина задоволення. Друга та третя тераси називаються Bagh-e-Faiz Baksh – той, що дарує добро. Перша та третя тераси є квадратної форми, а друга – кругла. 
Нижня тераса була відкрита для публіки, середня – лише для імператора, а верхню займав гарем.

З усіх терас відкривається чудовий вид на сади, на них є фонтани, каскади води, що збирається у великий басейн.

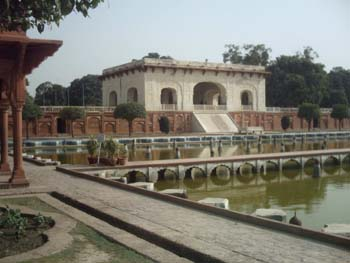
Сади Шалімара